# Dieter Krause
Dieter Krause (Brandeburgo, 18 de enero de 1936-Bad Saarow, 10 de agosto de 2020) fue un deportista de la RDA que compitió en piragüismo en la modalidad de aguas tranquilas.
Participó en los Juegos Olímpicos de Roma 1960, obteniendo una medalla de oro en la prueba de K1 4 × 500 m. Ganó cuatro medallas en el Campeonato Mundial de Piragüismo en los años 1958 y 1963, y ocho medallas en el Campeonato Europeo de Piragüismo entre los años 1959 y 1965.

## Palmarés internacional
| Representando al Equipo Alemán Unificado |                        |                   |              |
| Juegos Olímpicos                         |                        |                   |              |
| Año                                      | Lugar                  | Medalla           | Competición  |
| 1960                                     | Roma (Italia)          | Medalla de oro    | K1 4 × 500 m |
| Representando a la RDA                   |                        |                   |              |
| Campeonato Mundial                       |                        |                   |              |
| Año                                      | Lugar                  | Medalla           | Competición  |
| 1958                                     | Praga (Checoslovaquia) | Medalla de bronce | K1 500 m     |
| 1963                                     | Jajce (Yugoslavia)     | Medalla de bronce | K1 4 × 500 m |
| 1963                                     | Jajce (Yugoslavia)     | Medalla de plata  | K2 1000 m    |
| 1963                                     | Jajce (Yugoslavia)     | Medalla de oro    | K4 1000 m    |
| Campeonato Europeo                       |                        |                   |              |
| Año                                      | Lugar                  | Medalla           | Competición  |
| 1959                                     | Duisburgo (RFA)        | Medalla de oro    | K4 1000 m    |
| 1961                                     | Poznań (Polonia)       | Medalla de bronce | K1 4 × 500 m |
| 1961                                     | Poznań (Polonia)       | Medalla de oro    | K4 1000 m    |
| 1963                                     | Jajce (Yugoslavia)     | Medalla de bronce | K1 4 × 500 m |
| 1963                                     | Jajce (Yugoslavia)     | Medalla de plata  | K2 1000 m    |
| 1963                                     | Jajce (Yugoslavia)     | Medalla de oro    | K4 1000 m    |
| 1965                                     | Bucarest (Rumania)     | Medalla de plata  | K1 500 m     |
| 1965                                     | Bucarest (Rumania)     | Medalla de plata  | K1 4 × 500 m |